# Roundheads

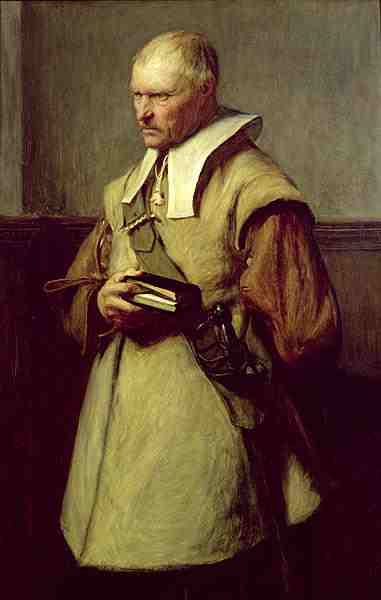
Ein Roundhead in der Vorstellung des 19. Jahrhunderts, Gemälde von John Pettie (1839–1893)

Als Roundheads (englisch für Rundköpfe) wurden während des Englischen Bürgerkriegs von 1642 bis 1649 die Anhänger des Parlaments bezeichnet. Ihre Feinde, die Royalisten unter König Karl I., nannte man dagegen Kavaliere (englisch Cavaliers).

## Herkunft und Bedeutung
Einige Puritaner, die den Kern der anti-royalistischen und anti-hochkirchlichen Kräfte stellten, trugen eine eng am Kopf anliegende Kurzhaarfrisur. Dies geschah in demonstrativem Kontrast zu den Adligen, die der damaligen höfischen Mode folgend schulterlange Locken trugen. Die Frisur war eine bewusste Abkehr von der angeblichen Verweichlichung und Dekadenz am Hof Karls I.
Der Name Rundköpfe wurde im Vorfeld des Bürgerkriegs von deren Gegnern aufgebracht und war als Verhöhnung gedacht. Im Parlamentsheer, der New Model Army, war es daher ein strafbares Vergehen, einen mitkämpfenden Soldaten einen Rundkopf zu nennen. Als Parteibezeichnung blieb Rundkopf bis nach der Glorreichen Revolution von 1688 im Sprachgebrauch, um alle Personen mit republikanischer Gesinnung zu kennzeichnen.
Der Begriff tauchte erstmals Ende 1641 auf, als die Parlamentsdebatte um die Bishops Exclusion Bill, mit der das mehrheitlich puritanische Unterhaus die anglikanischen Bischöfe aus dem Oberhaus ausschließen wollte, Tumulte in Westminster hervorrief. Ein Amtsträger sprach von der Menschenmenge, die sich dort versammelte:

„Sie tragen ihre Haare nur ein wenig länger über ihre Ohren, weshalb es aufkam all jene, die gewöhnlich mit ihrer Schreierei Westminster aufsuchten, mit dem Spottnamen Rundkopf zu rufen.“

John Rushworth ist in seinen Historical Collections genauer. Nach ihm wurde das Wort zum ersten Mal am 27. Dezember 1641 von einem entlassenen, royalistischen Offizier namens David Hide verwendet. Er soll während eines Tumultes sein Schwert gezogen und gesagt haben, dass er „die Gurgel aller rundköpfigen Hunde durchschneide, die gegen die Bischöfe grölen“.
Der wichtigste Ratgeber Karls II., der Historiker Edward Hyde, 1. Earl of Clarendon, bemerkte in seiner History of the Rebellion (Band IV, Seite 121):

„[...] und von diesen Protesten an tauchten zunehmend die zwei Begriffe Roundhead und Cavalier in Reden auf [...] sie, die als Diener des Königs angesehen wurden, nannte man Cavaliers, und das andere Gesindel verachtete und beschimpfte man als Roundheads.“

Richard Baxter vermutet den Ursprung des Begriffs in einer Bemerkung der Ehefrau Karls I, Königin Henrietta Maria, während des Gerichtsverfahrens gegen den Earl of Strafford. Sie soll in Bezug auf dessen Gegner John Pym gefragt haben, wer dieser rundköpfige Mann sei.
Während des Bürgerkriegs waren die Rundköpfe an ihren orangen und die Kavaliere an ihren roten Schärpen zu erkennen.

## Quelle
- Encyclopaedia Britannica von 1911